# لورين كلينتون
لورين كلينتون (بالإنجليزية: Lauren Clinton)‏ (و. 1993 – م) هي ممثلة، وممثلة أفلام، من الولايات المتحدة الأمريكية، ولدت في لوس أنجلوس.

## وصلات خارجية
- لورين كلينتون على موقع IMDb (الإنجليزية)
- لورين كلينتون على موقع قاعدة بيانات الفيلم (الإنجليزية)